# Janny József
Janny József (Székesfehérvár, 1814. március 7. – Székesfehérvár, 1892. október 27.) elemi iskola-igazgató, Janny Gyula apja.

## Élete
Apja iparos és székesegyházi zenész volt. Iskoláit szülővárosában végezte; 1829-től mint magántanító működött szülővárosában. 1837. március 16-án Budán népiskolai oklevelet nyert és április 21-én a székesfehérvári tanács megválasztotta a belvárosi elemi leányiskola főtanítójának, a káptalan pedig a székesegyház karnagyának. 1872. szeptember 24-én az ottani elemi iskolák igazgatójának választották meg; öt évig (1876-tól) a polgári leányiskolának is igazgatója volt. 1856. március 17-én ő felsége a koronás ezüst érdemkereszttel és 1879. június 4-én 50 éves sikeres tanítói működéséért a koronás aranyérdemkereszttel tüntette ki. 1881. július 4-én nyugalomba lépett. Tanítótársai megválasztották őt a megyei iskolatanácsba képviselőjüknek; a katolikus néptanítók székesfehérvári egyesülete, a helyi Eötvös-alap és a székesfehérvári járási kör elnökének; a Fejér megyei tanítótestület alelnökének.
Pedagógiai értekezései: Iskolaházak és tanszobák, Tanodai bucsúemlék felserdült lányoknak, Őrangyal, A házi és iskolai nevelés párhuzamban állítva; programmértekezései a székesfejérvári fő- és elemi tanodák Évkönyveiben (1857. Izsák feláldozása, 1860. Néhány szó a házi nevelésről.)
Szerkesztette az elemi iskolai értesítőket 1861-től 1881-ig.